# Sokoliw (obwód żytomierski)
Sokoliw (ukr. Соколів, rus. Соколов, pol. hist. Sokołów), wieś na Ukrainie, w rejonie pulińskim obwodu żytomierskiego.

## Historia
Za panowania króla Polski Zygmunta I miejsce przegranej wojska polskiego w bitwie z Tatarami.
Prawo miejskie Sokołów otrzymał w 1765 r. od króla Polski Stanisława Augusta Poniatowskiego.
Pod koniec XIX w. miasteczko w guberni wołyńskiej, w powiecie nowogradwołyński, w gminie Kurne, przy drodze z Żytomierza do Zwiahla.